# Amaltheia
Amaltheia (görögül Αμαλθεια, „gondos”) egy Krétán élő isteni kecske volt a görög mitológiában. 
Tejével táplálta a gyermek Zeuszt. Gyakran nimfaként is ábrázolták. Felcseperedve Zeusz nem túl hálásan megölte a kecskét, és egyik szarvából ő készítette el először a bőségszarut, amelyből azt ehetett, ihatott vagy vehetett 
magához tulajdonosa, amit és amennyit csak akart. Amaltheia bőréből pedig a főisten megbízásából Héphaisztosz elkészítette a legendás Aigisz "pajzsot" amit Zeusz gyakran odaad leányának, Pallasz Athénének.

## Amaltheia az irodalomban
- Maurice Druon: Zeusz emlékiratai